# Rhabdognathus
Rhabdognathus — вимерлий рід крокодиломорфів дирозавридів. Він відомий із гірських порід епохи палеоцену із західної Африки, а зразки, що датуються маастрихтською епохою, були ідентифіковані в 2008 році. Його назвав Суінтон у 1930 році на честь фрагмента нижньої щелепи з Нігерії. Типовим видом є Rhabdognathus rarus. Згодом Стефан Жув оцінив R. rarus як невизначений на видовому рівні, але не на рівні роду, і тому сумнівний. Два черепа, які були віднесені до роду Rhabdognathus, але які не могли бути доведені як ідентичні R. rarus, отримали нові види: R. aslerensis і R. keiniensis, обидва з Малі. Раніше цей рід містив вид Rhabdognathus compressus, який був віднесений до Congosaurus compressus після аналізу нижньої щелепи зразка, який виявив, що він більше схожий на вид Congosaurus bequaerti. Rhabdognathus вважається найближчим родичем вимерлого атлантозуха.